# André Dubonnet
André Dubonnet (ur. 28 czerwca 1897 roku w Paryżu, zm. 23 stycznia 1980 roku w Maule) – francuski as myśliwski, bobsleista, wynalazca i kierowca wyścigowy.

## Rodzina
Urodził się z bogatej rodzinie. Był wnukiem i spadkobiercą Josepha Dubonneta, producenta aperitifu Dubonnet. Jego starszy brat Émile był przemysłowcem prowadzącym rodzinną firmę. André Dubonnet był czterokrotnie żonaty.

## Służba wojskowa
W czasie I wojny światowej był pilotem myśliwskim. Latał na samolocie SPAD S.XIII. Uzyskał sześć zestrzeleń samolotów niemieckich, co dało mu tytuł asa myśliwskiego. Został odznaczony Krzyżem Wojennym i Medalem Wojskowym.

## Osiągnięcia sportowe
Po wojnie rozpoczął karierę kierowcy wyścigowego. Wygrał wyścig samochodów sportowych Grand Prix Boulogne za kierownicą Hispano-Suiza H6 w 1921 roku. Rok później był najlepszy w Autumn Grand Prix. 7 sierpnia 1926 roku, w pierwszym w historii Grand Prix Wielkiej Brytanii prowadził do 88 (na 110) okrążenia. Jednak w jego samochodzie doszło do awarii, którą choć wyeliminowano i kierowca powrócił na tor, spowodowała spadek Dubonneta na trzecią pozycję. W tym samym roku był najlepszy Grand Prix Alzacji. W kolejnych sezonach Francuz pojawiał się w stawce wybranych wyścigów, w których korzystał z samodzielnie przebudowanego Hispano-Suiza.
Był również bobsleistą. Wystąpił jako pilot bobsleja w konkurencji piątek na zimowych igrzyskach olimpijskich w 1928 w Sankt-Moritz, zajmując 15. miejsce.

## Działalność wynalazcza
Opracował nowy system niezależnego zawieszenia samochodu (tzw. system Dubonneta, który sprzedał General Motors. Zaprojektował kilka aerodynamicznych samochodów. Pracował również nad wykorzystaniem energii słonecznej, co pochłonęło niemal cały jego majątek.
W 1936 został kawalerem Legii Honorowej.